# Опанча
Опанча́ (д.-рус. япанча, япончица, від тюрк. япинджа, пор. тур. япунча[джерело?]) — широкий, довгий безрукавний плащ з товстого цупкого сукна східного походження
. Старовинний український верхній чоловічій і жіночій одяг халатоподібного типу, який був широко розповсюджений в Україні. Мала вигляд широкого плаща, характерним для цього вбрання є гола шия і груднина.

## В Україні
Опанчі уперше згадуються в «Слові о полку Ігоревім» (орьтъмами и япончицами, и кожухы начашя мосты мостити по болотомъ и грязивымъ мѣстомъ).
Шилася опанча зазвичай з одного або двох перегнутих через плечі довгих полотнищ домашнього сукна, чорного чи сірого кольору. Опанча підперезувалася поясом і одягалася поверх інших видів вбрання, особливо в негоду чи в дорогу
.
Традиційно виділяють два види опанчі; перший — дорожня з ведмежої вовни або грубого сукна, або святкова з дорогої матерії, підбита хутром для пишноти. Другий вид опанчі надягали, коли виїжджали верхи і красувалися перед народом. Вона робилася без рукавів і без дір для рукавів. Накидалася на плечі і застібалася на шиї ґудзиком або зав'язкою.
Накидаючи її на плечі, козак не тільки захищав себе від негоди, але й оберігав зброю і спорядження від вогкості. Також у поході під час привалу опанча служила козаку підстилкою і ковдрою, а накинута на встромлені у землю гілки, відігравала роль завіси або намету.

## Інше
- У XVIII столітті в армії Російської імперії опанча — верхній одяг солдатів і офіцерів (надалі замінена шинеллю).
- Цікавим фактом є те що народним одягом шведів є «опанчі» — довгий теплий плащ. Цей плащ є дуже схожим на опанчу[5][сумнівно — обговорити].